# Sigmund Salminger

Einzelblattdruck: Laudate Dominum (Kanon von Sixt Dietrich); herausgegeben 1547 von Sigmund Salminger

Sigmund Salminger, auch Siegmund Salminger, Sigismund Salblinger, Sigismund Slablinger geschrieben (* um 1500 in München; † vermutlich um 1554 in Augsburg), war Franziskaner und von 1527 bis zu seinem Widerruf Ende 1530 eine der bedeutenden Persönlichkeiten der Augsburger Täuferbewegung. Bekanntheit erlangte Salminger vor allem als Kirchenliederdichter, Komponist sowie als Herausgeber von Liedersammlungen. Er selbst bezeichnete sich als „Selector“.

## Leben
Über die Herkunft Sigmund Salmingers ist nichts bekannt. Bezeugt ist nur, dass er ursprünglich dem Franziskanerorden angehörte und, nachdem er sich der reformatorischen Bewegung angeschlossen hatte, den Konvent ohne Dispens verließ, und die Ehe mit der Näherin Anna Haller(in) einging.
Spätestens 1526 siedelte das Ehepaar Salminger nach Augsburg über. Seinen Lebensunterhalt verdiente er als „Schulhalter“. Schwerpunkt seiner pädagogischen Tätigkeit scheint dabei der Musikunterricht gewesen zu sein. Noch 1526 veröffentlichte er zwei Schriften beim Augsburger Buchdrucker Philipp Ulhard. Es handelte sich dabei um das mystische, in seinen Gedankengängen an Johannes Tauler erinnernde Traktat Ausz was Grund die Lieb entspringt […] (Mitautor: Franciskus Lukas) sowie um die Herausgabe von Dreü gar Nützliche vnd fruchtbare lieder […] aus der Feder des Webers Jörg Breining. Möglicherweise war es Ulhard, über den der Kontakt zu den Augsburger Täufern geknüpft wurde. Der Buchdrucker gehörte der Bewegung zwar nicht an, war ihr und einigen ihrer Vertretern aber eng verbunden. So druckte er unter anderem für den späteren Märtyrer der Täuferbewegung Eitelhans Langenmantel drei Streitschriften zur Abendmahlsfrage.
Keimzelle der Augsburger Täuferbewegung war ein Kreis um Ludwig Hätzer, der 1524 die urchristliche Gütergemeinschaft praktizierte. Dieser zog in der Folgezeit eine Reihe von täuferischen Flüchtlingen an. Zu ihnen gehörten unter anderem Hans Denck, Balthasar Hubmaier und Hans Hut. Letzterer war zu Pfingsten 1526 von Hans Denck getauft worden. Nur eineinviertel Jahr war Hans Hut als Missionar der Täuferbewegung unterwegs. Spuren seiner Wirksamkeit lassen sich nachweisen in Thüringen, Franken, Schwaben, Bayern, Österreich, Salzburg und Mähren. Spätestens im Februar 1527 muss Hut wieder in Augsburg gewesen sein, denn dort taufte er am 2. Februar im Hause Eitelhans Langenmantels Salmingers Ehefrau Anna Haller. Das Taufdatum Sigmund Salmingers wird häufig mit März beziehungsweise Frühjahr 1527 angegeben. Es ist durchaus denkbar, dass die beiden zu verschiedenen Terminen die Taufe empfingen; vielleicht handelt es sich aber bei dem einen oder anderen Datum auch um einen Irrtum.
Kurz nach dem Empfang der Taufe wurde Sigmund Salminger bei einer Versammlung per Losentscheid zum Vorsteher der Täufergemeinschaft berufen. Zu seinem Stellvertreter wählte man Jakob Dachser. In Hans Huts Urgicht, seinem Verhörprotokoll, liegt über das Zustandekommen dieser Gemeinversammlung und die Durchführung der Wahl folgender Bericht vor:

„[…] als er [Hut] um Fastnacht hier gewesen, hätten die Brüder einen Vorsteher wollen erwählen, der ihnen vor wäre, wie sie zu der Apostel Zeiten hätten gehabt, also hätten sie Gott gebeten und das Los gelegt, wäre das auf Sigmund gefallen, dass der ein Vorsteher sein sollte.“

In seiner Amtszeit als Vorsteher, die wegen seiner Verhaftung im September 1527 nur wenige Monate dauerte, taufte Sigmund Salminger mindestens 74 Personen. Eine zeitgenössische Chronik bemerkte zu dieser Entwicklung, dass „wo ein Rat nit darein gesehen, in kurzer Zeit der mehrer Teil des gemeinen Volks der Secten wäre angehangen und verführt worden“. Die Augsburger Gemeinde entwickelte sich unter Salminger zum Zentrum der süddeutschen Täuferbewegung, was freilich nicht allein sein Verdienst war. Vom 20. bis 24. August war sie Gastgeberin einer Zusammenkunft, an der mindestens 22 auswärtige Täufermissionare teilnahmen. Bei dieser Versammlung, die später als Augsburger Märtyrersynode bezeichnet wurde, ging es einerseits um die Beilegung von Lehrdifferenzen zwischen den verschiedenen Täuferfraktionen und andererseits um missionsstrategische Fragen. Neben der Gemeindeleitung und den damit zusammenhängenden Arbeitsfeldern (Verkündigung, Taufen, Armenfürsorge) betätigte Salminger sich auch als Liederdichter. Von ihm sind dreizehn Lieder bekannt.
Wachstum und Ausbreitung der Täuferbewegung blieben dem Augsburger Rat natürlich nicht verborgen. Zwar agierte man seitens der Täufer vorsichtig und traf sich in Kleingruppen an wechselnden Orten – in den Häusern der begüterten Gemeindemitglieder oder auch in den Gärten der Vorstadt, weshalb die Täufer im Augsburger Volksmund auch „Gartenbrüder“ genannt wurden. Spätestens aber seit der erwähnten Synode konnte die Bewegung nicht mehr geheim gehalten werden. Ab Ende August führte der Augsburger Rat eine großangelegte Polizeiaktion durch. Sie dauerte fast drei Wochen und führte zu zahlreichen Festnahmen. Unter den Inhaftierten waren auch Sigmund und Anna Salminger.
Während Anna Salminger nach kurzer Untersuchungshaft der Stadt verwiesen wurde, verlegte man Sigmund Salminger und andere führende Persönlichkeiten am 18. Januar 1528 in das „hintere Gefängnisgewölbe […], ein Beweis, dass man die ganze Strenge des Gesetzes gegen sie walten lassen wollte“. Salminger verbrachte dort drei Jahre. Peinliche Verhöre, aber auch Bekehrungsversuche durch die Augsburger Geistlichkeit gehörten zum Alltag seiner Haft. Am 17. Dezember 1530 widerrief Salminger, der dazu auf die Stiege des Augsburger Rathauses geführt worden war, seine täuferischen Anschauungen „aus freier, selbst eigner Bewegnus, ungenöt und unbezwungen von Mund und rechtem Herzen“. Der Widerruf seiner Frau Anna erfolgte am 17. Januar 1531. Daraufhin wurde er mit sofortiger Wirkung aus der Haft entlassen und der Stadt verwiesen. Wegen seines schlechten Gesundheitszustandes gewährte man ihm allerdings einen Aufschub von vier Tagen.
Wie lange Sigmund Salminger im Exil gelebt hat, lässt sich nicht genau feststellen. In den von ihm nach 1540 herausgegebenen Liedersammlungen bezeichnete er Augsburg wieder als seinen Wohnsitz. Auch die Widmungen auf den Titelseiten seiner Veröffentlichungen deuten auf eine vollständige Rehabilitierung hin. Sie nennen unter anderem den Rat der Stadt Augsburg, Jakob Fugger und Königin Maria von Ungarn.
Im Laufe der folgenden Jahre verschaffte Salminger sich durch seine Herausgebertätigkeit großes Ansehen, das weit über die Grenzen Augsburgs hinausreichte. Bedeutende Komponisten standen mit ihm im Briefwechsel und übersandten ihm ihre Werke zur Veröffentlichung. Diese wiederum brachte ihm Lob und Anerkennung zahlreicher Künstler und Gelehrter ein. Zu ihnen gehörte auch der humanistische Gelehrte Erasmus von Rotterdam. In seinem Abriss einer allgemeinen Historie der Gelehrsamkeit (1754) führt Johann Andreas Fabricius in einer umfangreichen Liste von „Weltweisen“ des 16. Jahrhunderts auch Sigmund Salminger.

## Taufsukzession
Die Linie der Taufsukzession geht bei Siegmund Salminger (Frühjahr 1527) über Hans Hut (Pfingsten 1526) auf Hans Denck zurück. Eine Taufe Dencks durch Balthasar Hubmaier (Ostern 1525) gilt inzwischen als unsicher, die weitere Taufsukzession lässt sich darum nicht bestimmen. Die in Klammern gesetzten Daten bezeichnen das jeweilige Taufdatum. Belege dazu finden sich in den Biographieartikeln der erwähnten Personen.

## Werk (Auswahl)

Sigmund Salminger: Cantiones septem, sex et quinque vocum (1545)

- Ausz was Grund die Lieb entspringt : und was groszer Krafft sy hab und wie nutz sy sey, den innerlichen Menschen zu reformieren, das der eüsserlich sterb, (gemeinsam mit Franciscus Lukas), Augsburg 1526
- Dreü gar Nützliche vnd fruchtbare lieder, Jm thon Maria zart, gar maisterlichen, durch Jörgen Preining vor zeyten Weber zů Augspurg, gemacht vnd zůsamen gesetzt […] (Jörg Breining, herausgegeben von Sigmund Salminger), Augsburg 1526 (Google)
- New gesang psalter.darinn alle psalmen Dauids an der Zal 150.in gsangweiß gestelt/ mitverzaychnüs in was Melodeye ein yeder gehe/sampt der Letaney/ vnnd allen Geystlichenn Liedern/ so yetzůweil an vil orten gesungen/ merteils itz hin zů thonwerden/ darbey anzaigt die Authores […] Erst Ietz uolendt, mit eim Register (gemeinsam mit Joachim Aberlin und Sebastian Franck), Augsburg 1538
- Guldin Schatz. Hauptschrifft vnd Handzeyger, den Jñhalt der gantzen Bibel, in sich schliessende. […], Straßburg 1540 (Google)
- Selectissimae nec non familiarissimae Cantiones, ultra centum. Vario idiomate,  Augsburg (bei Melchior Kriesstein) 1540
- Tenor. Concentus octo, sex, quinque et quatuor vocum, omnium iucundissimi nuspiam antea sic aediti, Augsburg (bei Philippus Vlhardus) 1545 – Widmung: Dem Rat der Stadt Augsburg
- Tenor. Cantiones septem, sex et quinque vocum, Augsburg (bei Melchior Kriesstein) 1545 – Widmung: Jacob Fugger
- Discantus. Cantiones selectissimae. Quatuor vocum. Ab eximiis et praestantibus Caesareae Majestatis Capella Musicis. M. Cornelio Cane. Thoma Crequilone. Nicolao Payen & Johanne Lestainnier Organista, compositae, Augsburg (bei Philipp Ulhard) 1548 – Widmung: Haus Fugger